# Cục Mỹ thuật, Nhiếp ảnh và Triển lãm (Việt Nam)
Cục Mỹ thuật, Nhiếp ảnh và Triển lãm là cơ quan trực thuộc Bộ Văn hóa, Thể thao và Du lịch, có chức năng tham mưu giúp Bộ trưởng thực hiện quản lý nhà nước và tổ chức thực thi pháp luật về mỹ thuật, nhiếp ảnh và triển lãm trên phạm vi cả nước; quản lý các dịch vụ công về lĩnh vực mỹ thuật, nhiếp ảnh và triển lãm theo quy định của pháp luật.
Cục Mỹ thuật, Nhiếp ảnh và Triển lãm được thành lập ngày 24 tháng 2 năm 1972 với tiền thân là Vụ Mỹ thuật.
Chức năng, nhiệm vụ, quyền hạn và cơ cấu tổ chức của Cục Mỹ thuật, Nhiếp ảnh và Triển lãm được quy định tại Quyết định số 497/QĐ-BVHTTDL ngày 1 tháng 3 năm 2025 của Bộ trưởng Bộ Văn hóa, Thể thao và Du lịch.

## Lãnh đạo Cục[3]
- Cục trưởng: ThS. Mã Thế Anh[4]
- Phó Cục trưởng:
  - ThS. Nguyễn Hằng Nga
  - PGS.TS Ngô Tuấn Phong

## Cơ cấu tổ chức

### Các phòng chuyên môn, nghiệp vụ
(Theo Khoản 2, Điều 3, Quyết định số 497/QĐ-BVHTTDL ngày 1 tháng 3 năm 2025 của Bộ trưởng Bộ Văn hóa, Thể thao và Du lịch)
- Văn phòng Cục
- Phòng Mỹ thuật
- Phòng Nhiếp ảnh
- Phòng Triển lãm và Mỹ thuật ứng dụng